# Eduard Lassen
Eduard Lassen, född 13 april 1830 i Köpenhamn, död 15 januari 1904, var en belgisk tonsättare.
Lassen studerade vid konservatoriet i Bryssel. Genom Liszts beskydd fick Lassen operan Landgraf Ludwig's Brautfahrt uppförd i Weimar 1857 och blev senare Liszts efterträdare som hovkapellmästare där. Han kvarstod som sådan till 1895. Lassen komponerade ytterligare två operor, åtskillig annan musik för scenen, symfonier samt sånger, som fick stor spridning.